# Zombrus tuberculatus
Zombrus tuberculatus är en stekelart som beskrevs av Cameron 1912. Zombrus tuberculatus ingår i släktet Zombrus och familjen bracksteklar. Inga underarter finns listade i Catalogue of Life.